# Majos
Majos  (németül Maiesch) Tolna vármegye déli részén fekszik, napjainkban Bonyhád egyik egyéb belterület besorolású városrésze. Korábban önálló település volt, 1973. január 1-jén csatolták Bonyhádhoz.
A város központjától 3,5 kilométernyire nyugatra, egy mély völgyben fekszik. Lakott területének déli szélén a Bonyhád-Szászvár-Kaposszekcső közti 6534-es út halad végig, főutcája maga is országos közútnak minősül, 6529-es számozással, Aparhant-Kurd felé pedig a 6538-as út indul ki innen. A településrész egyik jellegzetessége, hogy utcáit nem nevekkel, hanem római számokkal jelölik.
Itt van a végállomása az 1-es számú városi helyijáratnak.